# Magia zmysłów
Magia zmysłów (ang. The Mistress of Spices) – brytyjsko-indyjski film z 2005 roku w reżyserii Paula Mayedy Bergesa, zrealizowany w oparciu o powieść Chitry Banerjee Divakaruni. Główną rolę zagrała Aishwarya Rai. Tematem filmu jest świat przypraw i przyporządkowanych do każdej z nich namiętności, potrzeb ludzkich, życie emigrantów indyjskich w Ameryce, pragnienie zachowania swoich korzeni i cena za odcinanie się od nich, a także miłość.

## Fabuła
Tilo już jako dziecko w Indiach odkryła, że potrafi przewidywać przyszłość, że może pomóc zapobiec nieszczęściu. Ten dar i związana z nim sława stały się jej przekleństwem – przyczyniły się do śmierci jej rodziców i porwania dziewczynki. Wychowana później przez starą kobietę (Zohra Sehgal) na znawczynię świata roślin, zakłada jako emigrantka (Aishwarya Rai) w San Francisco sklepik z przyprawami. Dla swoich klientów staje się "dobrą wróżką" pomagającą poprzez przyprawy spełniać ich najskrytsze marzenia. Spokój jej świata zakłóca miłość do Amerykanina Douga (Dylan McDermott).

## Obsada
- Aishwarya Rai – Tilo
- Dylan McDermott – Doug
- Ayesha Dharker – Hameeda
- Nitin Chandra Ganatra – Haroun
- Sonny Gill Dulay – Jagjit
- Anupam Kher – dziadek Geety
- Adewale Akinnuoye-Agbaje – Kwesi
- Toby Marlow – młody Doug (5-6 lat)
- Caroline Chikezie – Myisha
- Padma Lakshmi – Geeta